# Primitiella
Primitiella is een geslacht van uitgestorven kreeftachtigen uit de klasse van de Ostracoda (mosselkreeftjes).

## Soorten
- Primitiella alata Boucek, 1936 †
- Primitiella ansiensis Gailite, 1975 †
- Primitiella anterodepressa Hessland, 1949 †
- Primitiella bellula (Jones, 1891) Bassler & Kellett, 1934 †
- Primitiella beyrichiana (Jones & Holl, 1865) Ulrich, 1894 †
- Primitiella brevisulcata Hessland, 1949 †
- Primitiella carli Seiyel, 1939 †
- Primitiella champlainensis Swain, 1957 †
- Primitiella claypolei (Jones, 1890) Bassler, 1915 †
- Primitiella constricta Ulrich, 1894 †
- Primitiella dibulbosa Hessland, 1949 †
- Primitiella elliptica Sun (Quan-Ying), 1987 †
- Primitiella equilateralis Ulrich & Bassler, 1923 †
- Primitiella expressoreticulata Hessland, 1949 †
- Primitiella fabacea (Jones, 1890) Ulrich, 1894 †
- Primitiella fabaeformis Zhang & Zhao (Yi-Chun), 1983 †
- Primitiella fastidiosa (Sarv, 1959) Schallreuter, 1989 †
- Primitiella humilior (Jones, 1890) Bassler & Kellett, 1934 †
- Primitiella inornata (Ulrich, 1981) Ulrich †
- Primitiella kogermani (Oepik, 1937) Sarv, 1959 †
- Primitiella kolednikensis Boucek, 1936 †
- Primitiella kuckersiana (Bonnema, 1909) Sarv, 1956 †
- Primitiella kuckersiana Bonnema, 1909 †
- Primitiella laevis (Jones, 1887) Bassler & Kellett, 1934 †
- Primitiella limbata Ulrich, 1894 †
- Primitiella mamagouensis Sun (Quan-Ying), 1987 †
- Primitiella milleri Spivey, 1939 †
- Primitiella minima (Harris, 1957) Guber & Jaanusson, 1964 †
- Primitiella mojczensis Olempska, 1994 †
- Primitiella nuculiforma Swain, 1953 †
- Primitiella nuda (Jones, 1893) Ulrcih, 1894 †
- Primitiella obscura (Hessland, 1949) Schallreuter, 1993 †
- Primitiella orientalis Reed, 1915 †
- Primitiella ovata Kummerow, 1953 †
- Primitiella parallela (Kummerow, 1924) Henningsmoen, 1955 †
- Primitiella parvula Kanygin, 1967 †
- Primitiella plattevillensis Kay, 1940 †
- Primitiella porosa Melnikova, 1981 †
- Primitiella rara (Troedsson, 1918) Henningsmoen, 1954 †
- Primitiella reticopunctata Qvale, 1980 †
- Primitiella simulans Ulrich, 1894 †
- Primitiella steinfurtensis Schallreuter, 1993 †
- Primitiella stricta (Jones, 1888) Bassler & Kellett, 1934 †
- Primitiella tenera (Linnarsson, 1869) Troedsson, 1918 †
- Primitiella timida (Barrande, 1872) Pribyl, 1979 †
- Primitiella ulrichi (Jones, 1890) Ulrich, 1894 †
- Primitiella ventricosa Swartz, 1936 †
- Primitiella washingtoniana Teichert, 1937 †
- Primitiella whitfieldi (Jones, 1890) Ulrich, 1894 †